# Цай, Алексей Николаевич
Алексей Николаевич Цай (26 ноября 1917 года, Сучан, Ольгинский уезд, Приморский край — 27 сентября 1984 года) — бригадир колхоза имени Свердлова Верхне-Чирчикского района Ташкентской области, Узбекская ССР. Герой Социалистического Труда (1951).

## Биография
В 1933 году получил неполное среднее образование. Позднее обучался на рабфаке, который окончил в 1935 году.
В 1937 году депортирован на спецпоселение в Ташкентскую область, Узбекская ССР. С 1938 года — рядовой колхозник, кассир, старший табельщик, заведующий фермой, бригадир полеводческой бригады, помощник бригадира, агротехник по шёлку в колхозе имени Свердлова Верхне-Чирчикского района. В 1947 году вступил в ВКП(б).
В 1950 году бригада Алексея Цая получила в среднем по 95,4 центнера зеленцового стебля кенафа на участке площадью 33 гектара. Указом Президиума Верховного Совета СССР от 22 мая 1951 года удостоен звания Героя Социалистического Труда с вручением ордена Ленина и золотой медали «Серп и Молот».
Трудился в колхозе имени Свердлова до выхода на пенсию в 1981 году. Персональный пенсионер союзного значения. Скончался в сентябре 1984 года. Похоронен на кладбище бывшего колхоза имени Свердлова.
Награды
- Герой Социалистического Труда
- Орден Ленина
- Медаль «За доблестный труд в Великой Отечественной войне 1941—1945 гг.»
- Почётная грамота Президиума Верховного Совета Узбекской ССР.